# Accacidia joannae
Accacidia joannae är en insektsart som beskrevs av Irena Dworakowska 1971. Accacidia joannae ingår i släktet Accacidia och familjen dvärgstritar.
Artens utbredningsområde är Sudan. Inga underarter finns listade i Catalogue of Life.